# Cleistocactus crassicaulis
Cleistocactus crassicaulis es una especie de planta suculenta perteneciente al género Cleistocactus, dentro de la familia Cactaceae. Es endémica del sur de Bolivia.

## Descripción

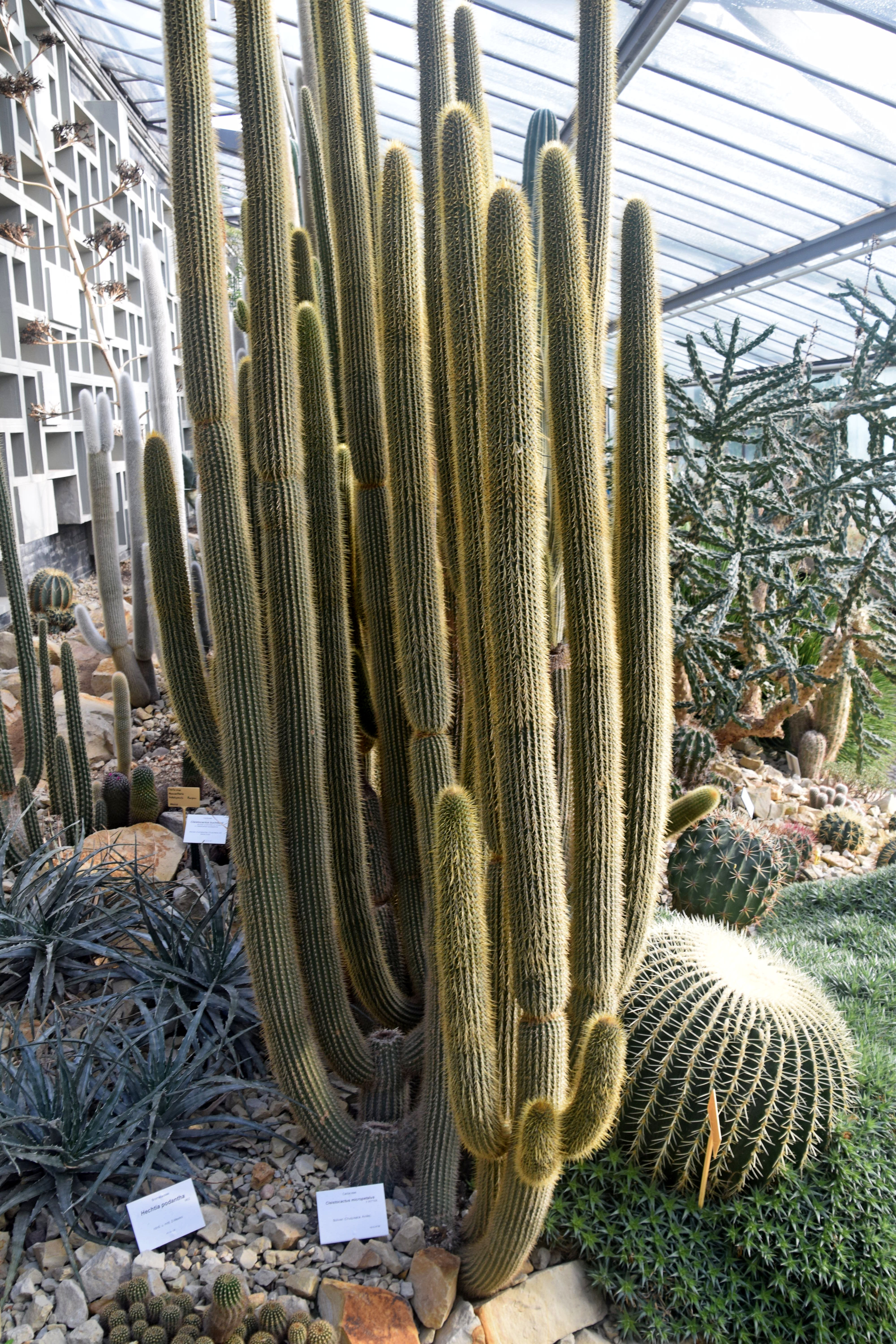
Vista de la planta

Cleistocactus crassicaulis es una especie de cactus arbustivo con tallos columnares, cilíndricos y erectos que aunque inicialmente no se ramifican, con el paso del tiempo se ramifican desde la base. Alcanzan alturas de hasta 2 m y diámetros de entre 8 y 10 cm.    
Presenta de 18 a 22 costillas surcadas trasversalmente y sobre las que se asientan las areolas. Tienen de 8 a 9 espinas rojizas o parduscas que pueden medir hasta 2,5 cm de largo. 

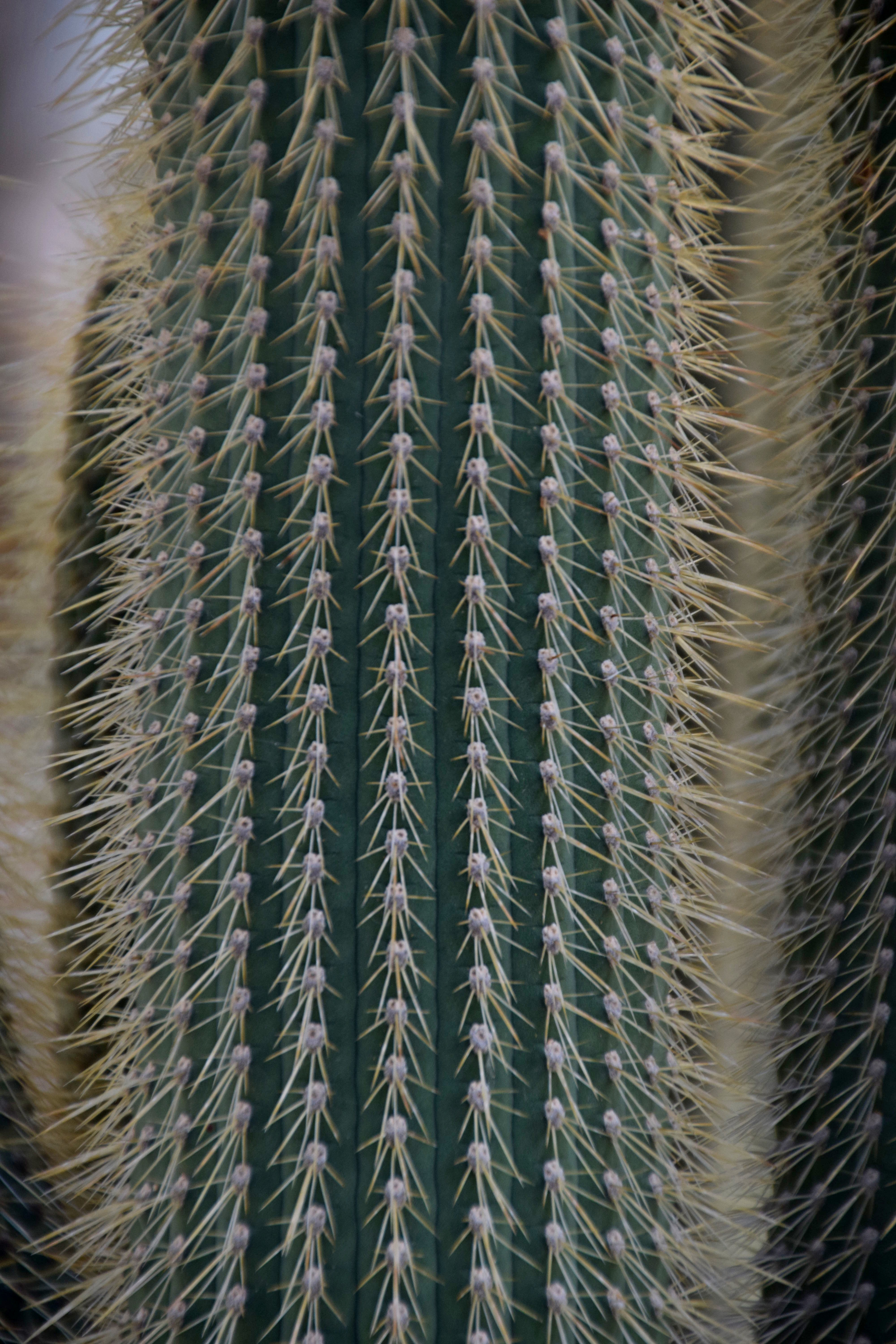
Detalle del tallo

Las flores son rectas, tubulares y se dirigen hacia arriba. Miden hasta 5 cm de largo y al igual que la mayoría de las especies del género, las flores apenas se abren. Son de color rojo brillante, florecen en verano y atraen sobre todo a los colibríes para su polinización. Los frutos son pequeños y contienen numerosas semillas.

## Distribución y hábitat

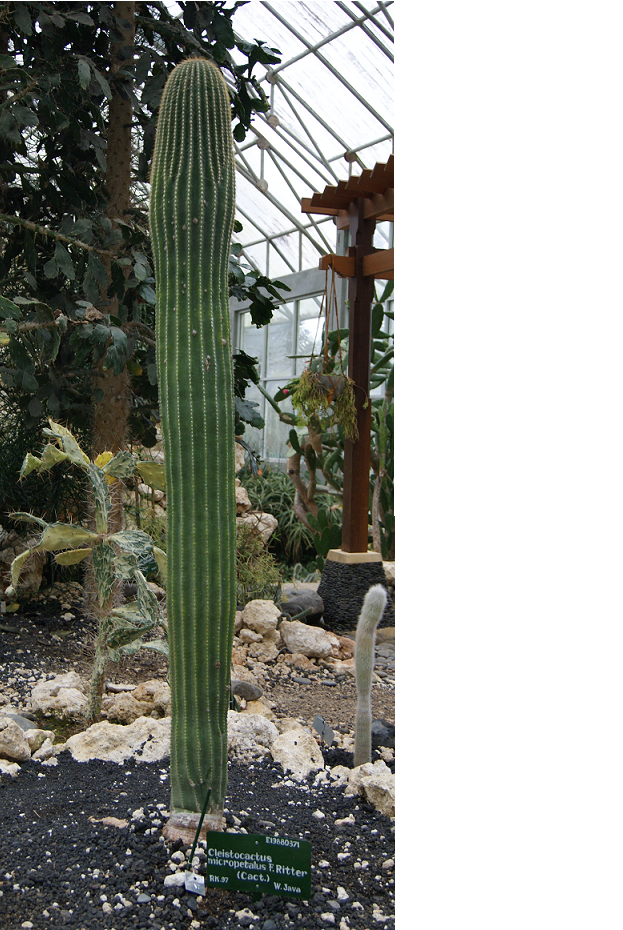
Planta en cultivo

El área de distribución nativa de esta especie es el sur de Bolivia y crece principalmente en el bioma tropical estacionalmente seco.

## Taxonomía
Cleistocactus crassicaulis fue descrita por el botánico boliviano Martín Cárdenas Hermosa y publicada por primera vez en la revista científica Cactus and Succulent Journal 33: 77 en el año 1961.
Etimología
- Cleistocactus: nombre genérico que deriva de la combinación de la palabra griega kleistos (que significa cerrado), y cactus (término latino que alude a las plantas del género Cactaceae), haciendo referencias a que son "cactus con flores cerradas", ya que en algunas especies apenas se abren y parecen estar cerradas.
- crassicaulis: epíteto específico que se deriva de las palabras latinas crassus (que significa "grueso" o "espeso"), y caulis (que significa "tallo"), haciendo referencia al característico tallo grueso de la especie. [3]

Sinonimia
- Cleistocactus clavicaulis Cárdenas (1964)
- Cleistocactus crassicaulis var. paucispinus F.Ritter (1980)
- Cleistocactus micropetalus F.Ritter (1980)
- Cleistocactus tominensis subsp. micropetalus (F.Ritter) Mottram (2002)
- Cleistocactus viridialabastri Cárdenas (1963)
- Echinopsis micropetala (F.Ritter) Anceschi & Magli (2021)

## Usos
Se cultiva principalmente como planta ornamental y su propagación se realiza a través de esquejes o semillas.